# Essertoux (Haute-Savoie)
Pour les articles homonymes, voir Essertoux.
Essertoux est un ancien village de la commune d'Éloise, en Haute-Savoie, dont les habitants ont été évacués en 1948 avant qu'il ne soit presque entièrement englouti par le Rhône à la suite de la mise en eau du barrage de Génissiat.

## Localisation
Il est situé sur la rive gauche du Rhône, sur le territoire de la commune d'Éloise (Haute-Savoie), face au village d'Arlod rattaché à la commune de Bellegarde-sur-Valserine (Ain). C'est aujourd'hui un hameau de quelques maisons.
La passerelle d'Arlod, qui reliait les villages d'Essertoux et d’Arlod en traversant le Rhône, fut également détruite par la mise en eau du barrage.

## Histoire
Avant le rattachement du duché de Savoie à la France en 1860, le Rhône constituait la frontière naturelle entre le Royaume de Sardaigne, auquel appartenait la Savoie, et la France. La passerelle d'Arlod permettait une communication piétonne entre les deux États.
Dès 1933 et la création de la Compagnie nationale du Rhône (CNR), le projet prend forme de créer un barrage à Génissiat, ce qui aura pour conséquence de produire un lac engloutissant la vallée du fleuve en amont du barrage. Les premiers habitants quittent le village en 1936, soit pour la ville, soit en se repliant sur les hauteurs. Les derniers s'en vont en 1948, juste avant la mise en eau du barrage qui engloutit leur village.
Les ruines du village réapparaissent périodiquement à l'occasion des vidanges du barrage de Génissiat et des opérations de gestion sédimentaire du Rhône, ces dernières consistant à chasser les sédiments apportés par son affluent l'Arve en ouvrant le barrage de Verbois et le barrage de Chancy-Pougny. Ces opérations, menées depuis 2012 en concertation entre la France et la Suisse, alors qu'elles étaient effectuées auparavant de façon anarchique avec des dégâts écologiques importants, ont pour effet secondaire de mettre à jour le village d'Essertoux et l'ancien château d'Arlod. Ce dispositif est actionné tous les quatre ans, le dernier en date se déroulant du 15 mai au 10 juin 2025..

## Hommages
À Éloise, un trompe-l'œil évoque le village : il représente l'ancienne passerelle d'Arlod, également engloutie.

## Galerie

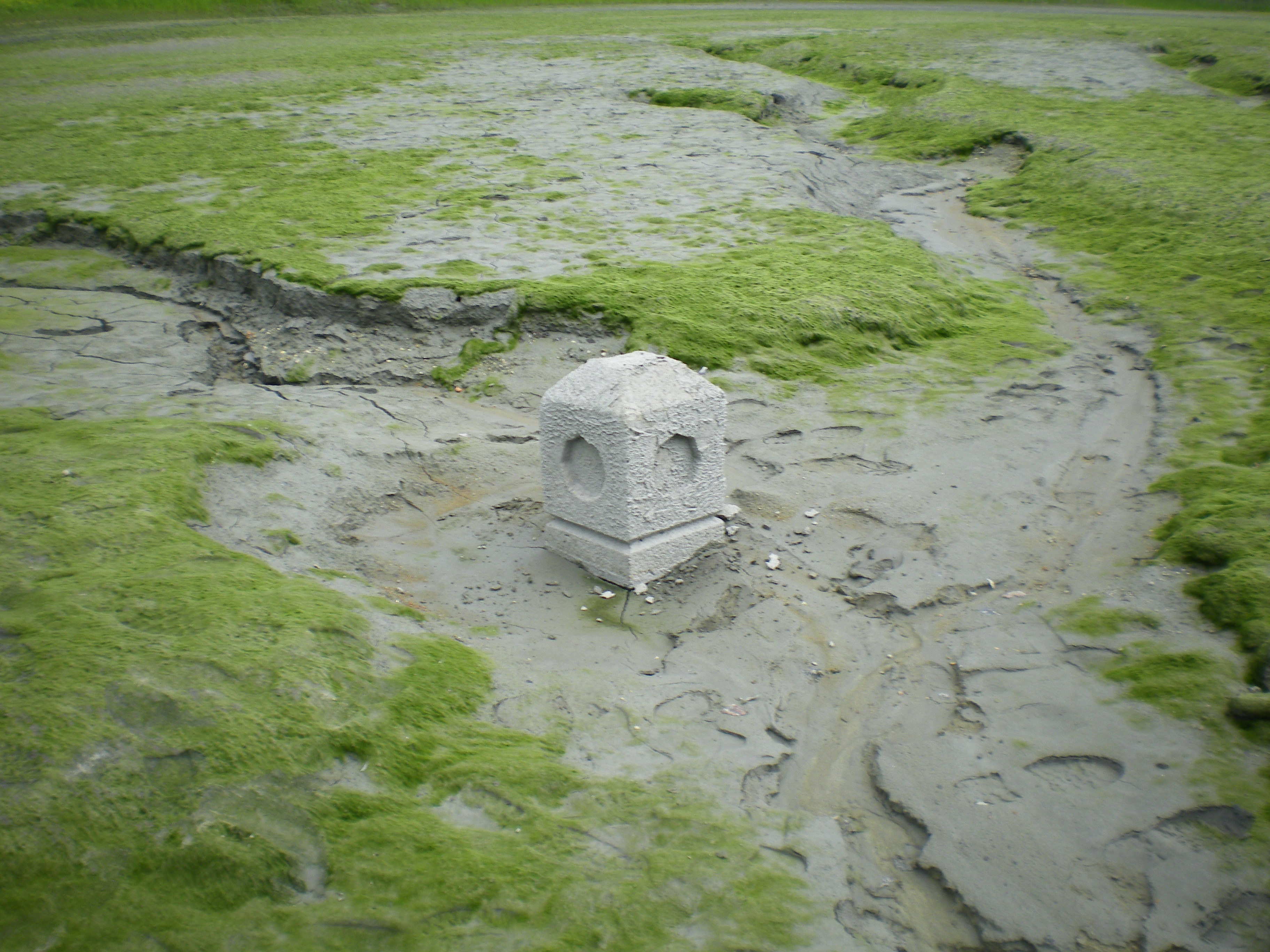
Une borne, vestige de l'engloutissement.
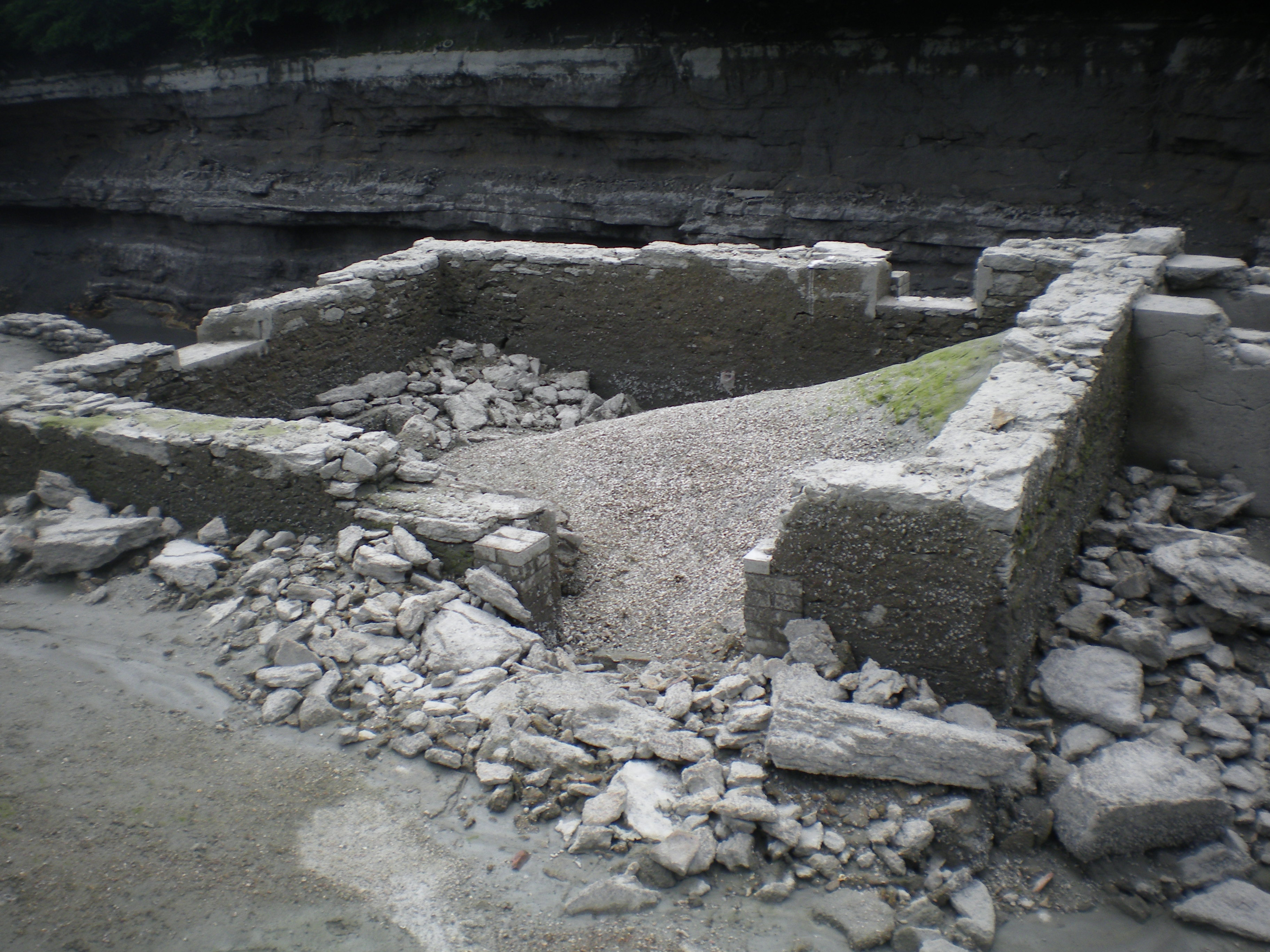
Une maison arasée par l'engloutissement.
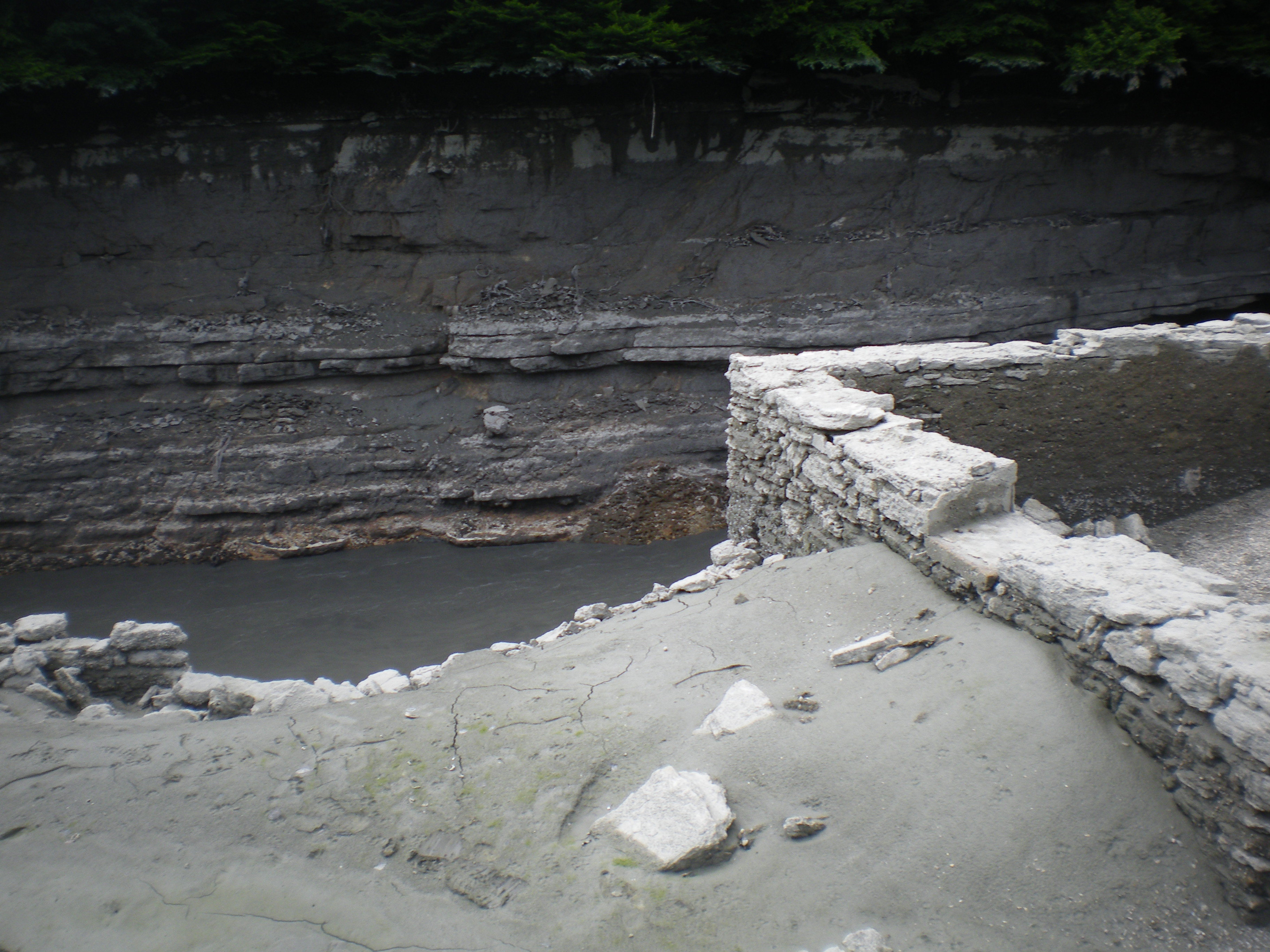
La maison et les berges du Rhône.